# Damastes pallidus
Damastes pallidus är en spindelart som först beskrevs av Schenkel 1937.  Damastes pallidus ingår i släktet Damastes och familjen jättekrabbspindlar.
Artens utbredningsområde är Madagaskar. Inga underarter finns listade i Catalogue of Life.